# Ponta Garça
Ponta Garça é uma freguesia portuguesa do município de Vila Franca do Campo, ma Região Autónoma dos Açores,  com 31,38 km² de área e 3156 habitantes (censo de 2021). A sua densidade populacional é 100,6 hab./km².
A freguesia localiza-se na zona central da costa sul da ilha de São Miguel, com o seu centro a aproximadamente 110 metros acima de altitude. Em área é a segunda maior freguesia dos Açores, logo a seguir a Ribeira Seca, na ilha de São Jorge com 53,18 km², e a maior freguesia dos Açores, em área e na extensão do seu povoado, que se desenvolve ao longo de uma estreita e sinuosa rua por mais de 6 km entre Nossa Senhora da Vida e as Grotas Fundas.

## Geografia
Distando cerca de 8,70 km da sede município, Vila Franca do Campo, a freguesia de Ponta Garça fica situada numa planície junto à costa da ilha de São Miguel, confrontando com o mar e com as freguesias de Ribeira Quente e Furnas (a leste), Lomba da Maia (a nordeste), Maia (a norte) São Brás (a noroeste) e Ribeira das Tainhas (a oeste).

## Demografia
A população registada nos censos foi:
| Distribuição da População por Grupos Etários | Distribuição da População por Grupos Etários | Distribuição da População por Grupos Etários | Distribuição da População por Grupos Etários | Distribuição da População por Grupos Etários |
| -------------------------------------------- | -------------------------------------------- | -------------------------------------------- | -------------------------------------------- | -------------------------------------------- |
| Ano                                          | 0-14 Anos                                    | 15-24 Anos                                   | 25-64 Anos                                   | > 65 Anos                                    |
| 2001                                         | 918                                          | 602                                          | 1648                                         | 409                                          |
| 2011                                         | 699                                          | 593                                          | 1865                                         | 390                                          |
| 2021                                         | 458                                          | 446                                          | 1813                                         | 439                                          |

### Urbanismo
A freguesia de Ponta Garça é um povoado essencialmente linear, com as suas habitações dispostas em banda quase contínua em ambos os lados de uma estreita e sinuosa estrada que percorre a freguesia de leste a oeste, sensivelmente paralela à costa, entre o termo da Ribeira das Tainhas e o extremo leste da povoação, no lugar das Grotas Fundas, situado sobre as falésias sobranceiras à fajã que abriga a Ribeira Quente.
Essa configuração do povoamento dá à freguesia uma linearidade apenas interrompida pelas sinuosas curvas impostas pela travessia de ribeiras e grotas e pelo declive localmente mais acentuado do terreno. Excepto nas proximidades da igreja e nos Dois Moios, as poucas canadas e ruas transversais têm pouca expressão populacional, já que vasta maioria das 1 054 moradias recenseadas (2001) se localizam ao longo da estrada longitudinal.
Em 2001, estavam inscritos em Ponta Garça 2797 eleitores.

### Economia
A agro-pecuária, com destaque para a bovinicultura de leite, é a actividade económica dominante em Ponta Garça. Na ilha de São Miguel, a freguesia é apenas suplantada pelos Arrifes na quantidade de leite produzido e no número de bovinos vendidos.
A construção civil e as actividades a ela ligadas, incluindo o fabrico e a comercialização de materiais de construção, tem vindo a ganhar expressão em Ponta Garça, empregando quase o mesmo número de trabalhadores que a agro-pecuária. O comércio, em especial o retalhista e os bares e cafés, tem alguma expressão na freguesia.
Está em construção uma nova escola. A Escola Básica Integrada de Ponta Garça. O edifício estrutura-se ao longo de um eixo que acompanha o declive natural do terreno na sua maior dimensão unindo as entradas norte e sul ( Norte - Rua Professor Eduíno Vargas e a Sul - Rua da Igreja).
Ao longo desse eixo existem um conjunto de unidades onde se estrutura o programa da escola.
Ao longo destas unidades desenvolve-se um percurso mais longo, serpenteante, com rampas de declive suave, que permite o acesso a pessoas com deficiência a todos os níveis do edifício.
A Escola Básica Integrada de Ponta Garça está prevista a sua conclusão em Outubro de 2010, começando as aulas em Janeiro de 2011, com capacidade para 1000 alunos.

## História
O povoamento das terras vizinhas ao pequeno promontório da Ponta Garça, naquele que é hoje o território da freguesia de Ponta Garça, iniciou-se durante a década de 1470, de oeste para leste, a partir do núcleo de povoamento sito na actual Vila Franca do Campo. Seriam casas esparsas, localizadas na zona mais baixa das dadas, os blocos de terra entregues em regime de sesmaria aos colonos que se iam fixando naquela região do sul de São Miguel. Essas casas foram-se alinhando ao longo do carreiro que paralelamente à costa se dirigia de Vila Franca do Campo para leste, num processo de lenta densificação que levou à formação do actual povoado.
Embora se desconheça a data de constituição formal da freguesia, se é que esse momento existiu, é certo que na década de 1480 já existia pároco nomeado, o que faz a criação da paróquia, hoje freguesia, remontar ao último quartel do século XV.
Formada a partir de Vila Franca do Campo, com cuja paróquia de São Miguel confinava, Ponta Garça esteve desde o início do seu povoamento ligada a Vila Franca do Campo, constituindo o seu natural prolongamento para leste. O limite oriental da freguesia, coincidente ainda hoje com o termo do concelho, corresponde à fronteira natural imposta pelas altas falésias resultantes do interceptar da linha de costa com o bordo do vulcão das Furnas. A resultante zona inóspita e desabitada, apenas interrompida pela fajã da Ribeira Quente, separa a freguesia do concelho da Povoação.
O nome da freguesia parece resultar da pequena ponta que penetra mar adentro na zona nas imediações do Cinzeiro ter lembrado aos povoadores da ilha o vulto de uma garça. É essa a explicação aceite por Gaspar Frutuoso, nas Saudades da Terra, dizendo: [...] A que chamaram os antigos Ponta Garça por lhe parecer de longe Garça ou vulto o de lhe aparecia, de outra parte, branco com ela, por um buraco de vão que a mesma ponta tem na rocha [...].
Outra explicação, menos fantasiosa e por isso com maior verosimilhança, assenta no significado, hoje quase perdido, da palavra garça, ao tempo utilizada como sinónimo de esbelta: a estreita ponta, na realidade um dique basáltico, que forma o pequeno promontório teria sido baptizada simplesmente Ponta Garça, por ser alta e estreita, num processo semelhante ao que levou o também delgado promontório da Ponta Delgada a dar o nome à cidade homónima.
Associado à fundação da paróquia aparece o escudeiro Rui Vaz de Medeiros, mais conhecido simplesmente por Rui Vaz, um dos povoadores da ilha de São Miguel, onde chegou acompanhado pela família, criados e escravos no ano de 1474. Amigo de Rui Gonçalves da Câmara, então o capitão-do-donatário, recebeu boas terras de sesmaria na zona que corresponde à actual vila da Lagoa, onde se estabeleceu. Tendo enriquecido, adquiriu mais terras, incluindo uma vasta parcela no território da actual freguesia de Ponta Garça. Tendo enviuvado e tendo os filhos todos casados, decidiu fazer-se romeiro na Terra Santa, razão pela qual se desfez dos seus bens e partiu par o Mediterrâneo Oriental. Contudo, ao chegar a Veneza, foi obrigado a retroceder por terem os turcos cortado o acesso dos cristãos a Jerusalém.
De volta a São Miguel foi-se fixar nas suas terras da Ponta Garça, as terras de Reivás (corruptela de Rui Vaz), onde construiu uma ermida votada a Nossa Senhora da Esperança, perto da ponta do mesmo nome. Por seu falecimento, a ermida foi legada ao povo da zona, constituindo o primeiro centro de culto e o núcleo agregador em torno do qual se estruturou a paróquia.
Ponta Garça foi uma das localidades duramente atingidas pelo grande sismo que na noite de 21 para 22 de Outubro de 1522 provocou grandes movimentos de terra e destruição generalizadas das habitações na ilha de São Miguel, em especial na vizinha Vila Franca do Campo, então a capital da ilha. Com a subversão de Vila Franca, a Ermida de Nossa Senhora da Esperança ficou arruinada, o que associado ao crescimento da população tornou necessária a construção de novo templo, desta feita melhor centrado em relação ao povoado. Foi assim que em 1530 se construiu, por iniciativa de Lopo Anes de Araújo, genro de Rui Vaz, e no local onde hoje se situa a igreja paroquial, a igreja de Nossa Senhora da Piedade, ainda hoje o orago da paróquia católica de Ponta Garça.
Reconstruída várias vezes, aquela igreja deu origem ao actual templo, datado dos anos 1920 e 30 do século XIX. No seu interior merecem nota os retábulos, os vitrais e os altares do Santíssimo Sacramento e de Santo António, que remontam aos séculos XVII e XVIII. A igreja sofreu grandes obras de restauro e beneficiação entre 1924 e 1928, sob a orientação do pároco Francisco de Medeiros Simas. Em 1996 foi concluída nova intervenção, com consolidação da estrutura, sob a orientação do Pároco José Gregório Soares de Amaral.

### Património construído
- Ermida de Nossa Senhora das Mercês — Situada no lugar de Grotas Fundas, data o final do século XVIII. A ermida foi mandada construir pelo padre António Pacheco,[8] nos últimos anos do século XVIII e nos primeiros do século XIX. Como aquele sacerdote morreu muito novo, a ermida de Nossa Senhora das Mercês passou para o domínio de uma sua irmã, D. Maria Catarina Teresa do Couto, que casara com Sebastião Manuel Pacheco de Bulhões e Melo, morgado das Amoreiras e mais tarde brigadeiro das tropas milicianas.[9] A ermida, construída certamente na mesma época da casa contígua, tem uma só capela com um alto relevo representado a Virgem.
- Solar dos Botelhos da Senhora da Vida — A única casa senhorial do concelho, cuja origem remonta à fundação de Vila Franca do Campo, no século XV.
- Farol de Ponta Garça — Situado acima da zona da "Furada", proporciona uma das mais bonitas panorâmicas da ilha de São Miguel.
- Ermida de Nossa Senhora de Lourdes — Situada na Canada do Grotilhão, a capela foi construída nas primeiras décadas do século XX após repetidas aparições da Santíssima Virgem Maria a uma criança de seu nome Virgílio da Ponte Rego. Durante décadas, foi local de romarias populares e de inúmeros milagres [10]. Recentemente, com o apoio da Igreja Católica, foi construída uma Via-Sacra de acesso ao local ao qual a a população, maioritariamente católica, acorre e mantém a sua fiel devoção a Nossa Senhora.
- Igreja de Nossa Senhora da Piedade

## Património natural
- Parque Florestal Cerrado dos Bezerros — Situado na estrada regional entre Vila Franca do Campo e Furnas.
- Praia da Amora — Situada no lado nascente da freguesia.
- Lagoa do Congro;
- Lagoa dos Nenúfares;
- Caminho Pedestre do Tufo — Liga as freguesias de Ponta Garça e Ribeira Quente.
- Miradouro do Castelo Branco e Pico do Calvo, situado na estrada regional entre Vila Franca do Campo e Furnas;
- Miradouro da Furada com a vigia da baleia, no centro da freguesia.

## Movimentos e organizações cívicas
- Cooperativa Agrícola de Santo Antão C.R.L;
- Grupo de Jovens Sementes d'Alegria;
- Banda Lira do Sul
- As Campesinas;
- Corpo Nacional de Escutas - Agrupamento 767;
- Grupo de Dança Renascer;
- Grupo de Teatro Senhora da Piedade;
- Clube Desportivo Bota Fogo — uma equipe de futebol que disputa no campeonato de ilha, com três escalões;
- Associação UnoJovens de Ponta Garça;
- Grupo de Folclore de Ponta Garça.

## Cultura
Ponta Garça possui bons artistas, como o artista plástico autodidata, Rui Amaral, um artista versátil, autor de óleos sobre tela, acrílicos e aguarelas. Essencialmente caracterizado como paisagista, também produziu naturezas mortas e retratos. Também se dedicou ao restauro de imagens em diversos materiais, contando com um sem número de trabalhos realizados. Desde imagens antiqüíssimas de particulares, passando por imagens religiosas de igrejas e de ermidas, de destacar no seu trabalho o restauro da imagem do menino Jesus, de São Vicente de Paulo, de São Pedro e Santa Rita da igreja de Nossa Senhora da Piedade, e ainda mais recente o restauro da imagem de Nossa Senhora das Mercês oriunda de uma ermida desta mesma freguesia. É responsável ainda por imensos quartos originalíssimos do Divino Espírito Santo, tanto na freguesia e concelho de Vila Franca do Campo, bem como em outros concelhos circundantes.

## Principais Festividades
- Festa de Nossa Senhora da Piedade,no 1.º domingo de agosto;
- Festas do Divino Espírito Santo;
- Procissão do Senhor dos Passos;
- Procissão de Cristo Rei;
- Procissão de Ramos;
- Enterro do Senhor na Sexta-Feira Santa;
- Procissão de Enfermos - Domingo de Páscoa e seguinte;
- Procissão de Santo Antão ou Procissão dos Lavradores, organizada pela Cooperativa Agrícola de Santo Antão a 17 de Janeiro de cada ano;
- Procissão de São José - 19 de março;
- Marchas populares de São João;
- Marchas de Carnaval;

## Personalidades ligadas a Ponta Garça
- Rui Vaz de Medeiros, aventureiro e um dos primeiros povoadores da ilha de São Miguel;
- Eduíno Terra Vargas, professor e dinamizador cultural;
- José Gregório Soares de Amaral, pároco de 1978 a 2008;
- Nelly Furtado, cantora canadiana de renome internacional, filha de pais pontagarcenses;
- Armanda da Encarnação Sampaio de Aguiar. Nascida nesta freguesia a 25 de Março do ano de 1965. Imigrou para os Estados Unidos residindo, no Estados de Massachusetts. Agora conhecida por. Armanda Arruda. Cantora Fadista  e também locutora da Radio Voz Do Emigrante da Nova Inglaterra.
- Gilberto Soares de Aguiar. Autor do livro  Versos de uma Vida Inteira Lançado em 2007. Sendo também um dos presidentes da Junta de Freguesia de Ponta Garça e pai da cantora e fadista pontagarcense  Armanda Arruda.
- Prof. José da Costa, natural da  freguesia de Ponta Garça onde nasceu a 19 de junho de 1981, frequentou o Seminário de Angra e, mais tarde, a Escola de Habilitação ao Magistério Primário de Ponta Delgada, onde se diplomou. Professor, poeta latinista,  viveu e trabalhou na cidade de Ponta Delgada onde veio a falecer em 1963. Exerceu o magistério durante 36 anos nas freguesias de Relva, S. Roque e S. Pedro concelho de Ponta Delgada, tendo sido condecorado com a Ordem de Instrução Pública. Foi também o autor da Heráldica de Ponta Delgada.

## Gastronomia típica
Lapas molho de afonso, caçoula de porco, molho de feijão com toucinho, cavalas recheadas assadas no forno, sopa de funcho, sopa de hortelã, sopa branca, caldo de couves, debulho, morcela com ovo e ananás, desfeito de carnes com pão, favas guizadas com chouriço, chicharros escalados ao sol fritos com molho de vilão, cozido da cabeça com bolo de "sertã".
A especialidade mais famosa da doçaria da freguesia é a Massa Sovada de Ponta Garça. No entanto, confeccionam-se outros saborosos doces típicos, como as malassadas, arroz doce, tigelada, biscoitos de água-ardente, sopas albardadas ou sopas douradas, bolo racado, pão de ló, suspiros de açúcar, cavacas, queijadas de feijão, tarte de ananás com vinho abafado, queijadas de côco, queijadas de leite e queijadas de natas.
Como doce típico da época do Carnaval, confeccionam-se os afamados coscorões, povilhados de açúcar e canela, e as tradicionais rosas do Egipto.

## Heráldica
O brasão de Ponta Garça tem a seguinte constituição: escudo de azul, farol de prata iluminado de ouro, com lanterna de vermelho; em chefe, balança de prata, com os pratos de ouro, tendo sobreposta espada de ouro, com lâmina flamejante de prata e garça de parta bicada e sancada de ouro e animada de vermelho. Coroa mural de prata de três torres. Listel branco, com legenda a negro.
A bandeira é de cor amarela, tendo o brasão ao seu centro.

### Eleições Junta de Freguesia[11]
| Data | %       | M       | %  | M     | Participação |   |                |
| Data | PPD/PSD | PPD/PSD | PS | PS    | Participação |   |                |
| ---- | ------- | ------- | -- | ----- | ------------ | - | -------------- |
| Data | 2021    | 48.26   | 5  | 47.91 | Participação | 4 | 51,94 / 100,00 |